# 松永浩典
松永 浩典（まつなが ひろのり、1984年2月24日 - ）は、長崎県長崎市出身の元プロ野球選手（投手）。左投左打。

## 経歴

### プロ入り前
長崎市立蚊焼小学校、長崎市立三和中学校を経て長崎海星高等学校に進学した。
2000年秋季九州大会でエースで4番を務め、投打にわたって活躍し4強入り、注目を浴びるようになる。翌2001年春の第73回選抜高等学校野球大会に出場し、初戦で仙台育英学園高等学校と対戦。試合は仙台育英の左腕エース・芳賀崇との投手戦となったが、延長10回の末に3-4でサヨナラ負けを喫した。なお、仙台育英はこの大会で準優勝している。夏は長崎大会3回戦で諫早高校に4-5のサヨナラ負けを喫し、春夏連続出場はならなかった。
高校卒業後は社会人野球の三菱重工長崎に入社し、前年にプロ入りした杉内俊哉の背番号18を受け継ぎ、「杉内2世」とも呼ばれた。入社早々から投手としてオープン戦に登板機会を与えられ、細身ながら130km/h前後の速球と80km/h台のスローカーブを繰り出し、社会人の強打者を相手に思い切りのいい投球を披露した。その後、トレーニングの成果で逞しくなり、球速が145km/hを記録するなど球威もついてきたが、肩や手の故障もあり伸び悩んだ時期もあった。2005年には一時外野手転向も考えたが、投手出身の牧瀬寅男監督から投手続行を勧められ、思いとどまった。社会人4年目を迎えた同年は思い切りのよさが戻り、JABA岡山大会、JABA九州大会では優勝に貢献するなど春先から好投が続いた。都市対抗野球大会、社会人野球日本選手権大会では目立った戦績を残せなかったが、素材の良さを買われて、同年の大学・社会人ドラフトにおいて希望枠で西武ライオンズ入団が決定した。

### 西武時代
2006年は序盤に2度先発したがいずれも4回途中で降板し二軍落ち。しかし再昇格した夏場に存在感を見せ、8月3日の千葉ロッテマリーンズ戦にて、6回1死までを1失点、8奪三振の投球を見せ、プロ初勝利を挙げた。続く登板では完投勝利を挙げ、先発ローテーションに加わり、ルーキーながらプレーオフ第2戦で先発を任されるという信頼も勝ち取った。しかし、左打者相手には3割打たれた。同年、二軍の優秀選手を受賞している。
2007年は左腕エースの帆足和幸がケガで出遅れたため開幕から先発ローテーションの一角として期待され、初登板で好投し2年目の飛躍を期待させた。しかしそれ以降は安定感を欠く投球が続き、一軍登板は7試合にとどまった。29回1/3を投げて19四球を記録するなど、防御率こそ2.45だったが、6度の先発のうち4度は5回までに降板するなど、失点は少なくても序盤で交代させられることが多かった。
2008年4月18日、高校時代から9年にわたり交際していた女性と結婚したことが報じられた。同年は二軍で規定投球回に達するも、一軍登板は無しに終わる。しかし、日本シリーズ出場選手登録枠の40人には選ばれた。
2009年は開幕時は二軍スタート、主に4月中と8月以降シーズン終了までは一軍で中継ぎとして投げるが防御率は5点台を記録。この年プロ初セーブをあげる。
2010年は前年から登板試合数を大きく減らす。シーズン終盤から秋季キャンプにかけ、やや腕を下げたフォームにモデルチェンジしている。
2011年は主に6月から8月半ばまで、2012年はシーズン通して一軍で投げ中継ぎ陣の一角を担った。
2013年の春季キャンプ中に左肩を痛め、シーズン途中に手術した。
2014年、10月7日に球団から戦力外通告を受けた。12月2日、自由契約公示された。

### 現役引退後
引退後は株式会社トラバース（チームメイトだったG.G.佐藤の実父が経営する測量会社）に入社し、福岡営業部に所属していた。
2022年に故郷である長崎県の水産会社に入社し、シマアジや真鯛などを販売する直売店の店長に就任した。

## 詳細情報

### 年度別投手成績
| 年 度     | 球 団     | 登 板 | 先 発 | 完 投 | 完 封 | 無 四 球 | 勝 利 | 敗 戦 | セ 丨 ブ | ホ 丨 ル ド | 勝 率 | 打 者 | 投 球 回 | 被 安 打 | 被 本 塁 打 | 与 四 球 | 敬 遠 | 与 死 球 | 奪 三 振 | 暴 投 | ボ 丨 ク | 失 点 | 自 責 点 | 防 御 率 | W H I P |
| --------- | --------- | ----- | ----- | ----- | ----- | -------- | ----- | ----- | -------- | ----------- | ----- | ----- | -------- | -------- | ----------- | -------- | ----- | -------- | -------- | ----- | -------- | ----- | -------- | -------- | ------- |
| 2006      | 西武      | 11    | 9     | 1     | 0     | 0        | 3     | 4     | 0        | 0           | .429  | 221   | 51.1     | 47       | 8           | 19       | 0     | 4        | 46       | 1     | 0        | 29    | 24       | 4.21     | 1.29    |
| 2007      | 西武      | 7     | 6     | 0     | 0     | 0        | 2     | 1     | 0        | 0           | .667  | 130   | 29.1     | 25       | 4           | 19       | 0     | 2        | 14       | 0     | 0        | 10    | 8        | 2.45     | 1.50    |
| 2009      | 西武      | 18    | 0     | 0     | 0     | 0        | 1     | 1     | 1        | 1           | .500  | 97    | 21.1     | 18       | 0           | 15       | 0     | 1        | 15       | 2     | 0        | 13    | 12       | 5.06     | 1.55    |
| 2010      | 西武      | 6     | 0     | 0     | 0     | 0        | 0     | 1     | 0        | 0           | .000  | 18    | 3.2      | 5        | 0           | 3        | 1     | 0        | 1        | 1     | 0        | 1     | 0        | 0.00     | 2.22    |
| 2011      | 西武      | 26    | 0     | 0     | 0     | 0        | 1     | 0     | 0        | 1           | 1.000 | 85    | 21.0     | 17       | 1           | 3        | 0     | 3        | 11       | 1     | 0        | 7     | 3        | 1.29     | 0.95    |
| 2012      | 西武      | 56    | 0     | 0     | 0     | 0        | 2     | 1     | 0        | 12          | .667  | 173   | 40.2     | 44       | 4           | 7        | 1     | 2        | 31       | 1     | 0        | 17    | 16       | 3.54     | 1.25    |
| 通算：6年 | 通算：6年 | 124   | 15    | 1     | 0     | 0        | 9     | 8     | 1        | 14          | .529  | 724   | 167.1    | 156      | 17          | 66       | 2     | 12       | 118      | 6     | 0        | 77    | 63       | 3.39     | 1.33    |

### 記録
- 初登板・初先発登板：2006年5月21日、対横浜ベイスターズ3回戦（横浜スタジアム）、3回7失点（自責点4）で敗戦投手
- 初奪三振：2006年5月28日、対阪神タイガース3回戦（インボイスSEIBUドーム）、1回表に金本知憲から空振り三振
- 初勝利・初先発勝利：2006年8月3日、対千葉ロッテマリーンズ13回戦（千葉マリンスタジアム）、6回1/3を1失点
- 初完投勝利：2006年8月10日、対オリックス・バファローズ15回戦（京セラドーム大阪）、9回1失点
- 初セーブ：2009年9月10日、対北海道日本ハムファイターズ18回戦（西武ドーム）、9回表に5番手で救援登板・完了、1回無失点
- 初ホールド：2009年9月16日、対千葉ロッテマリーンズ20回戦（千葉マリンスタジアム）、7回裏に2番手で救援登板、2/3回を無失点

### 背番号
- 24 （2006年 - 2010年）
- 38 （2011年 - 2014年）